# Раменская бумагопрядильная и ткацкая мануфактура
Раменская бумагопрядильная и ткацкая мануфактура — предприятие (фабрика) текстильной промышленности Российской империи.

## История
В 1826 году имение Раменское после смерти Ф. С. Голицына перешло к его вдове — княгине Анне Голицыной. Когда её дела пришли в упадок, имение было заложено. Помощь ей оказал император Николай I, учредив комиссию по устройству дел княгини, которая предложила для увеличения доходов А. А. Голицыной построить в имении две фабрики: бумажную на речке Хрипани (оказалась убыточной и закрылась через несколько лет) и прядильную на берегу Борисоглебского озера при селе Новотроицкое-Раменское. В 1831 году в селе начала строиться деревянная прядильная фабрика. Начав свою деятельность, фабрика вскоре сгорела при невыясненных обстоятельствах, и на её месте начали возводиться новые два кирпичных корпуса, первый из которых был построен в 1833 году. Это был так называемый мотельный корпус Раменской фабрики, нижний этаж которого был занят складом. Впоследствии фабрика сдавалась в аренду: в 1841 году — некоему Хайлову, а в 1843 году — братьям Малютиным, которые образовали общество «Братья Малютины». Павел, Михаил и Николай Малютины сразу приступили к техническому перевооружению предприятия. После смерти бездетных братьев — Михаила и Николая, всё имущество общества «Братья Малютины» перешло во владение Павла Семёновича, который переименовал предприятие в Торговый дом «Павел Малютин и Кo».
В 1851 году имение перешло к А. Ф. Прозоровскому-Голицыну, и в этом же году Павел Малютин пригласил на работу молодого русского технолога — Ф. М. Дмитриева, недавно окончившего Санкт-Петербургский технологический институт. В 1856 году Малютин поручил ему управление своей фабрикой, которая под руководством Дмитриева получила славу одного из лучших текстильных предприятий России — по состоянию на 1853 год фабрика по числу рабочих занимала второе место среди бумагопрядильных фабрик Московской губернии, на ней работало 1130 человек. В 1859 году Павел Семёнович Малютин начал переговоры с Прозоровскими-Голицыным о продаже фабрики вместе с землей. Но в следующем году П. С. Малютин умер, и только в 1866 году князь А. Ф. Прозоровский-Голицын продал сыновьям купца Павла Малютина 39 десятин земли с фабрикой и всеми имеющимися на ней постройками. Братья — Семён, Михаил, Николай и Павел Павловичи, унаследовали от отца 6,3 миллиона рублей серебром и образовали семейное предприятие, названное в 1869 году «Торговый дом Павла Малютина сыновья».
Под руководством Малютиных Раменская фабрика стала одним из ведущих промышленных предприятий России. Хлопок для переработки закупался в Оренбурге, Астрахани на Нижегородской ярмарке, а также в Англии. На фабрике выделывали крученую пряжу и пряжу тонких номеров, а с появлением ткацкого производства и ткань — бумазею, сатин, репс, миткаль, бязь, фланель. Продукция сбывалась в основном на бумаготкацкие фабрики Москвы и Московской губернии. Раменская мануфактура была отмечена многими наградами на российских и международных выставках: Похвальный лист на Мануфактурной выставке в Санкт-Петербурге (1861); удостоена Государственного герба Мануфактурной выставки в Санкт-Петербурге (1870, директору Ф. М. Дмитриеву была вручена медаль с «За полезное»); Золотая медаль — высшая награда первой Политехнической выставки (1872); Большая золотая медаль — высшая награда Всемирной промышленной выставки в Брюсселе (1876); Большая бронзовая медаль Всемирной выставки в Чикаго (1893); в очередной раз удостоена Государственного герба на Всероссийской художественно-промышленной выставке в Нижнем Новгороде (1896).
К 1900 году «Раменская бумагопрядильная мануфактура» представляла собой целый город с несколькими фабричными корпусами, каменными домами для служащих и рабочих, больницей, школой и театральным залом, потребительским магазином и прочей инфраструктурой. Прядильное подразделение состояло из 146848 прядильных, 93492 мюльных, 53356 ватерных и 2036 крутильных веретен; ткацкое — из 1688 станков; ватное подразделение — из 12 чесальных машин. Станки приводились в движение пятью паровыми машинами, пар производился 23 котлами, большинство которых отапливалось нефтяными остатками (остальные — торфом, который разрабатывался на прилегающих к фабрике болотах). При фабрике имелись механическая и литейная мастерские, где отливали чугуна и медь. Комплекс фабричных построек включал: жилые корпуса — дома и спальные бараки для рабочих; школу и больницу, построенные в 1890 году; фабричную лавку и баню, построенные в 1880-е годы, а также подсобные и служебные помещения. Рядом с фабрикой находились торговые заведения купцов Новожиловых, Киселевых, Часоводневых, Латрыгиных, Гельберта, трактиры Мизгиревых и Гасилина. В 1852 году на берегу озера был построен Троицкий храм.
В 1907 году Раменскую фабрику купил крупный промышленник Михаил Бардыгин, имевший текстильные предприятия в Егорьевске и других городах России. В 1910 году он выстроил новое бетонное 5-этажное здание прядильного корпуса, установив в нём новые прядильные машины. Позже были электрифицированы все корпуса фабрики и жилые помещения.
После Октябрьской революции, в 1918 году, фабрика была национализирована. Во время Гражданской войны, в период с 1919 по 1921 год, фабрика не работала. Только в 1922 году на ней начался выпуск пряжи и ткани. В 1928 году Раменская прядильно-ткацкая фабрика, уже носящая имя «Красное Знамя», почти восстановив довоенный уровень выпуска продукции, оставалась крупнейшей в Московской области.

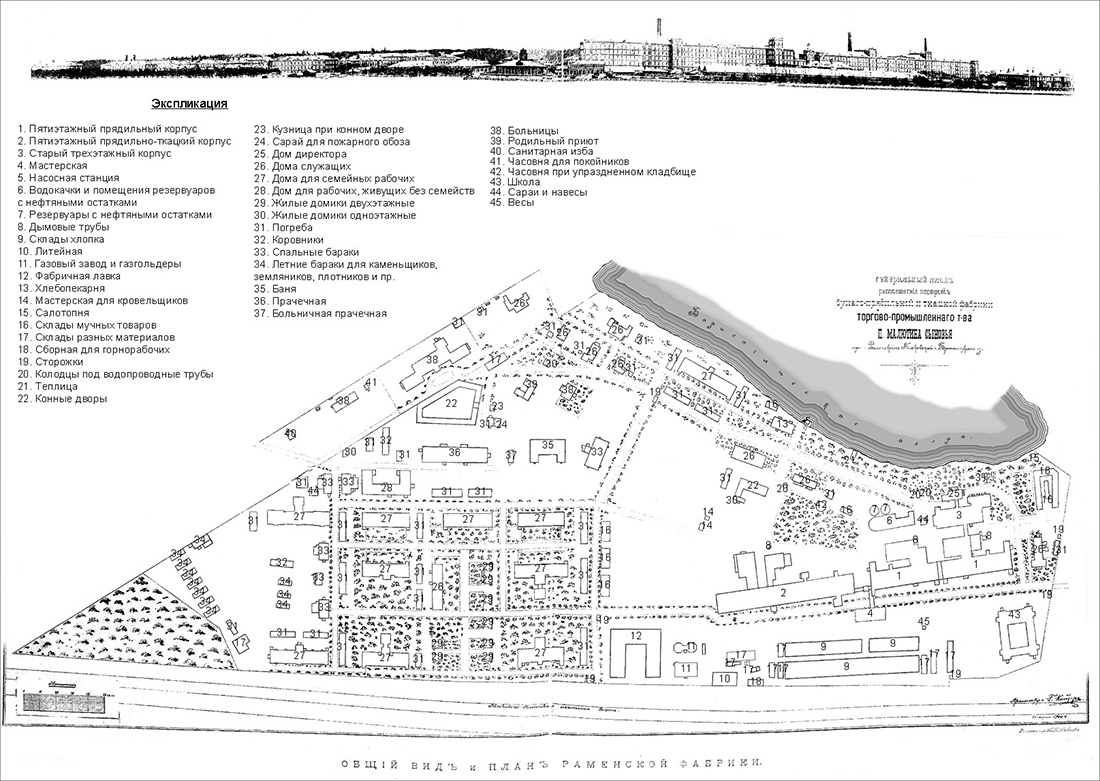
План фабрики, часть 1
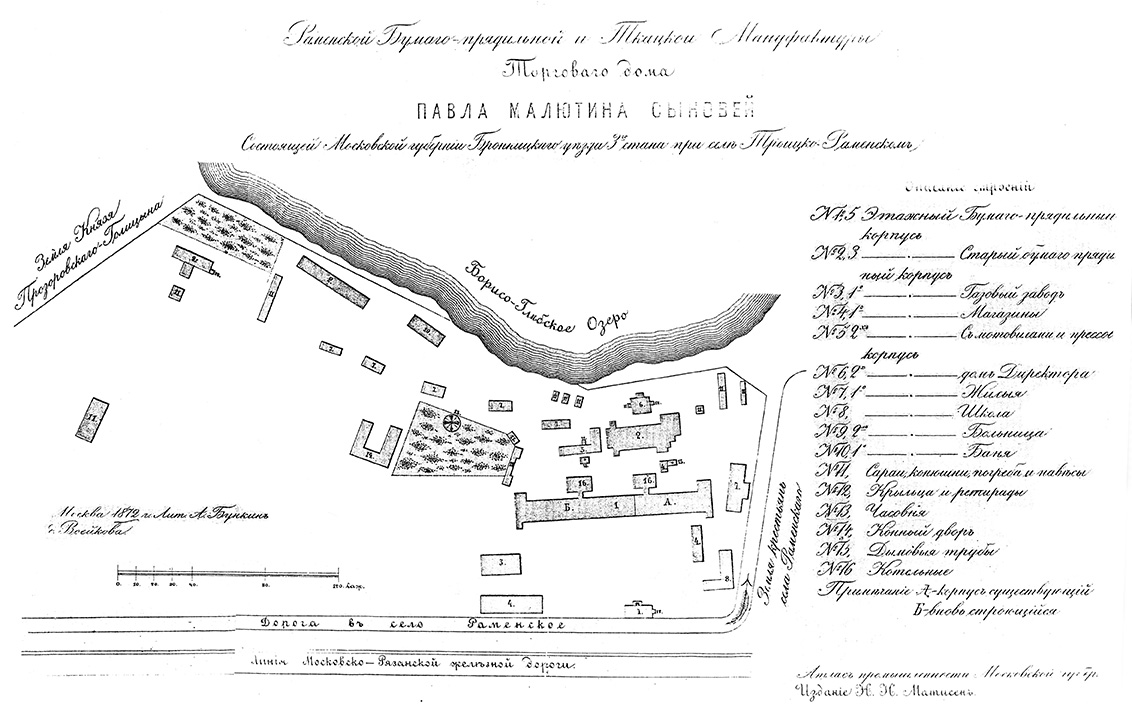
План фабрики, часть 2
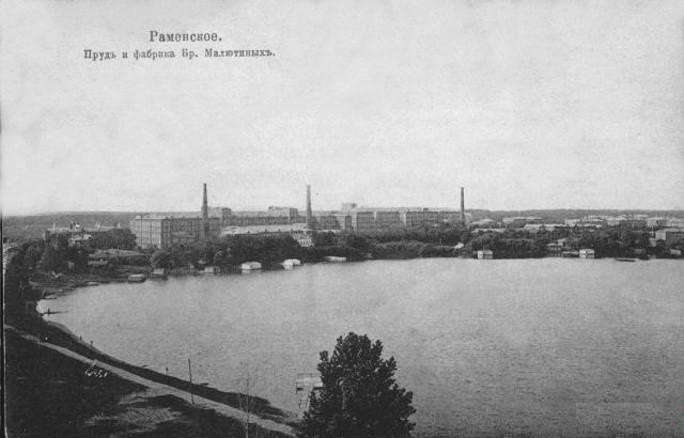
Общий вид фабрики со стороны озера
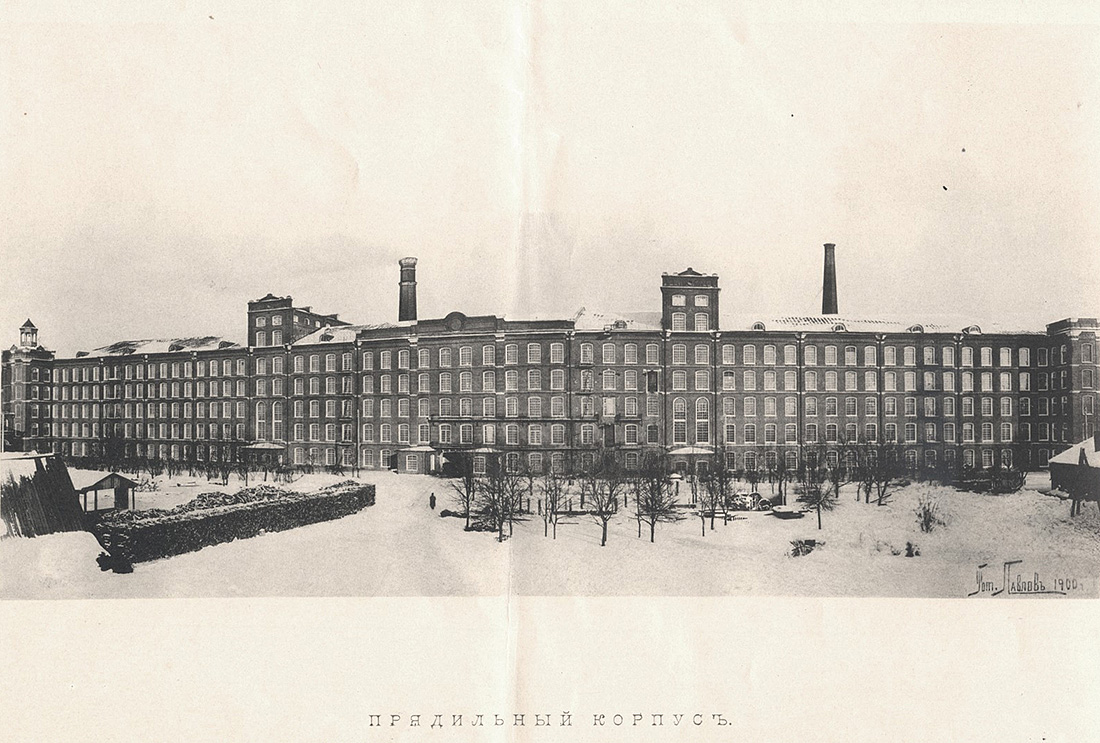
Прядильный корпус